# Flèche wallonne 1942
La 6e édition de la Flèche wallonne a lieu le 19 juillet 1942, sur une distance de 208 kilomètres.
La victoire revient au Belge Karel Thijs, précédant Frans Bonduel et Jacques Geus.

## Classement final
| #  | Coureur            | Équipe                    |    | Temps           |
| -- | ------------------ | ------------------------- | -- | --------------- |
| 1  | Karel Thijs        | Dilecta                   | en | 5 h 50 min 00 s |
| 2  | Frans Bonduel      | Dilecta                   | +  | 0 s             |
| 3  | Jacques Geus       | Génial Lucifer-Hutchinson |    | 0 s             |
| 4  | René Adriaenssens  | Helyett-Hutchinson        |    | 0 s             |
| 5  | Albert Ritserveldt | Dilecta                   |    | 0 s             |
| 6  | François Neuville  | Helyett-Hutchinson        |    | 2 min 00 s      |
| 7  | August Janssens    | Helyett-Hutchinson        |    | 2 min 15 s      |
| 8  | Joseph Moerenhout  | Dilecta                   |    | 2 min 15 s      |
| 9  | Edward Van Dijck   | Helyett-Hutchinson        |    | 3 min 00 s      |
| 10 | Camille Muls       | Alcyon-Dunlop             |    | 4 min 00 s      |